# جورج قرداحي
جورج فؤاد قرداحي (16 مايو 1950 -)، إعلامي وسياسي لبناني، ولد في قرية فيطرون في قضاء كسروان في محافظة جبل لبنان.  شغل منصب وزير الإعلام منذ 10 سبتمبر 2021 وحتى استقالته في 3 ديسمبر 2021.

## حياته

### مسيرته المهنية
وُلد جورج في بلدة فيطرون قضاء كسروان في لبنان وأمضى هناك سنوات طفولته، تلقى تعليمه في كلية سيدة اللويزة في الجامعة اللبنانية، فدرس العلوم السياسية والقانون، ولكن توجهه كان مختلفًا، فبدأ العمل الإعلامي خلال دراسته الجامعية، وحصل على العديد من الشهادات في دوراتٍ تطبيقية ودبلوم في الإعلام المكتوب والمسموع والمقروء من معهد لوفر في فرنسا.
بدأ خلال دراسته الجامعية بالعمل مع جريدة لسان الحال عام 1970، ثم انتقل إلى تلفزيون لبنان في العام 1973، ليعمل مقدمًا للأخبار والبرامج السياسية. انتقل بعد ذلك إلى إذاعة مونت كارلو في باريس، حيث عمل فيها معدًا ومقدمًا للبرامج الإذاعية السياسية واستمر في نشر الأخبار لمدة 12 عامًا (من 1979-1991)، انتقل بعد ذلك للعمل في منصب سكرتير تحرير أول ثم رئيس تحريرالإذاعة، وحقق بذلك شهرةً واسعةً ونجاحًا كبيرًا، استمر عامين بالعمل كرئيس تحرير إذاعة مونت كارلو وبعدها انتقل إلى رئاسة تحرير إذاعة الشرق في باريس، التي قضى معها عامين من مشواره الإعلامي ثم انتقل إلى إذاعة (MBC.FM) في لندن في عام 1994 التي كانت تمر حينها بظروف قاسية إلا أنه استطاع أن يعبر بها إلى بر الأمان.
كانت الانطلاقة الحقيقية لجورج قرداحي في عام 2000 حين انتقل للعمل في قناة إم بي سي 1 وبدأ برنامجه العربي الشهير (من سيربح المليون)، وهو برنامجٌ للمسابقات والثقافة العامة، استمر عرض البرنامج لمدة ثلاث سنوات ونال شهرةً لا مثيل لها، انتقل قرداحي بعدها إلى قناة LBC اللبنانية عام 2004، ليقدم برنامجه الجديد (افتح قلبك)، ولكنه ما لبث أن عاد إلى محطة MBC مرة أخرى وأعاد إحياء برنامج من سيربح المليون ولكن مع جائزة مضاعفة ليصبح اسمه (من سيربح المليونين). انتقل جورج قرداحي بعد ذلك إلى برنامج آخر بعنوان (التحدي) في عام 2006.
قدم جورج قرداحي برنامج (القوة العاشرة) بين عامي 2007 و2008، واستمر بالعمل في قناة MBC حتى عام 2011، حين غادرها بسبب خلافاته مع إدارة القناة، بعد أن أدلى ببيانٍ أيّد فيه الحكومة السورية. ثم انتقل للعمل في قناة الميادين التلفزيونية في عام 2012، ثم عمل في قناة الحياة في برنامج (المسامح كريم) في قناة أبو ظبي.
أظهرت نتائج الاستطلاع الذي أجرته إحدى المجلات اللبنانية أن جورج قرداحي هو الشخصية الأكثر شعبيةً في العالم العربي، كما توِّج كأفضل مقدمٍ للبرامج المتنوعة على الصعيد العربي من خلال الاستطلاع الذي أجرته مجلة الصدى. وجاء قرداحي في قائمة أهم وأشهر 100 شخصية عربية التي نشرتها مجلة (أريبيان بزنس) الإماراتية.
شارك جورج في العديد من الحملات الإعلانية، بسبب شعبيته الكبيرة في العالم العربي، من أشهر الحملات التي كان جزءًا منها نستله، موبينيل، كويكر الشوفان، العطور GK، شركة هيونداي موتور، نوكيا.
يتقن قرداحي الإنجليزية والإيطالية والفرنسية، بالإضافة إلى اللغة العربية التي أولاها اهتمامًا خاصًا بدراسة ثقافة الأدب العربي.

### تعيينه وزيرًا للإعلام

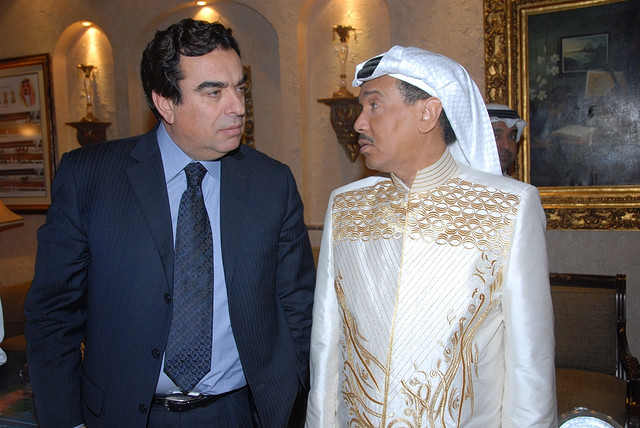
جورج قرداحي مع المطرب السعودي محمد عبده

في 10 سبتمبر 2021؛ أُعلن في لبنان عن تشكيل حكومة جديدة برئاسة نجيب ميقاتي بعد أكثر من عام من استقالة الحكومة السابقة إثر الانفجار المدمر الذي حدث في ميناء بيروت، وعين جورج قرداحي وزيرا للإعلام في الحكومة، واستمر في منصبه حتى تقديم استقالته في 3 ديسمبر 2021.

## جوائزه
حاز على عدة جوائز وألقاب كجائزة (الميركس دور) كأفضل إعلامي في العالم العربي لعام 2007، وحصل أيضا على لقب سفير النوايا الحسنة لمنظمة الأمم المتحدة للبيئة، كما ظهر في عدة إعلانات تلفزيونية، منها عطر باسمه «عطر جورج قرداحي» وشوفان هارفست هو وعائلته.
يحمل قرداحي أيضاً «ميدالية الأرز» اللبنانية من الرئيس إميل لحود مع رتبة قائد، بالإضافة إلى العديد من الجوائز من مختلف المنظمات سواء لإنجازاته المهنية، أو لمساهماته في المجتمع.

## حياته الخاصة
متزوج من إيدا قرداحي ولديه ثلاثة أبناء هم غبريال، باميلا وباتريسيا. [بحاجة لمصدر]

## تقديم البرامج
- من سيربح المليون؟[5][6]
- (افتح قلبك)
- (التحدي)
- القوة العاشرة
- مسابقة الجماهير
- المليونير
- المسامح كريم[7]
- من سيربح 2 مليون
- المسامح كريم2
- أهل القمة، OSN يا هلا، 2015
- الأبواب المغلقة، 2018
- اسم من مصر[8]
- حافظ ولا فاهم
- الملياردير [9]

## الجدل

### الإسلام
في عام 2014 أجرت الإعلامية المصرية منى الشاذلي مقابلة مع جورج قرداحي الذي ردد بعضا من آيات القرآن وسط دهشة الحضور، وسألته الإعلامية المصرية إذا كان حفظ هذه الآيات يعود لأيام الدراسة فرد بالنفي، موضحا أنه يحفظ آيات من القرآن لرغبته ولاجتهاده الشخصيين. كما استرسل جورج قائلا إنه اكتشف طفلا أنه مسيحي من جانب، لكنه من جانب آخر ابن بيئته الإسلامية، معتبرا أنه لا يجوز أن يقتصر علمه على دينه فقط، وأنه يجب أن يكون ملما بالدين الإسلامي، وأضاف أن رغبته في التعرف على الإسلام نابعة من أنه يعيش بين مسلمين وبينهم أصدقاؤه، داعيا كل مسيحي إلى أن يعرف هذه البيئة.
وقد نفى جورج قرداحي اعتناقه الإسلام كما تداولت سابقا مواقع إلكترونية مصرحا آنذاك بأن له الشرف أن يعتنق الإسلام، وبأنه معجب بشخصية النبي محمد الذي يكنّ له المحبة ويعتبره الإنسان الذي غيّر مجرى التاريخ، لكنه نوّه إلى أنه لا يرى فرقا بين المسيحية والإسلام وأنه لا يرى ضرورة لأن يغيّر المسيحي دينه، لأن هذان الدينان يكمل أحدهما الآخر.
وفي عام 2019 حل جورج قرداحي ضيفا على حلقة برنامج (شيخ الحارة) الذي تقدمه بسمة وهبة وبسؤاله حول حقيقة اعتناقه الديانة الإسلامية في الخفاء بسبب خوفه، رد جورج قرداحي قائلا: «لا أخفي إسلامي وتحدثت كثيرا أنني رجل يهمني الإنسان، والأديان السماوية الثلاث وجدت لخدمة وحماية الإنسان وتحصين حقوقه». وقال: بالنسبة لي لا يوجد فرق كبير بين الإسلام والمسيحية، وهناك تعاليم كثيرة بين الديانتين متشابهة، والمسيحية كانت موجود وجاء بعدها الإسلام، وأوضح: إذا نظرا لجوهر الديانة الإسلامية والديانة المسيحية سنجدهما أكثر ديانتين في العالم متقاربتين، ولذلك لا أجد داعي لأغير ديانتي من المسيحية للإسلامية.

### الحرب الأهلية السورية
كان موقفه من الأزمة السورية سبباً في خسارته عمله في محطة «إم بي سي» السعودية الذي كان يُقدر قيمة عقده بحوالي المليون ريال سعودي، حيث دعم النظام السوري منذ بداية المظاهرات وحتى بعد تحول الأزمة إلى حرب مفتوحة.

### الحرب في اليمن
تداول رواد مواقع التواصل الاجتماعي مقطع فيديو لمشاركة جورج قرداحي في برنامج برلمان شعب بينما يجيب على أسئلة تطرح عليه، إذ صرح في البرنامج وقبل تعيينه في منصب وزير الإعلام برأيه عن الحرب في اليمن قائلا: (أن الحوثيين في اليمن يدافعون عن أنفسهم أمام عدوان خارجي)، وعندما سئل عن ما إذا كان يعتقد أن ما تفعله السعودية والإمارات هو اعتداء على اليمن قال: (إن هناك اعتداء بالتأكيد وإن الحرب في اليمن حرب عبثية يجب أن تتوقف).
وقد اثارت تصريحاته ردود فعل غاضبة وأزمة دبلوماسية وسياسية بين دول الخليج، واستدعت وزارة الخارجية السعودية السفير اللبناني في الرياض وسلمته مذكرة احتجاج رسمية على تصريحات قرداحي التي وصفتها بالمسيئة تجاه المملكة ودول تحالف دعم الشرعية في اليمن، كما طلبت من سفير لبنان لدى المملكة المغادرة خلال 48 ساعة القادمة، وقررت السعودية أيضا وقف كافة الواردات اللبنانية إلى المملكة، ومنع سفر المواطنين إلى لبنان، كما كشفت صحيفة عكاظ السعودية عن توجه إدارة مجموعة "MBC" لإغلاق جميع مكاتبها في لبنان بشكل نهائي وانتقالها بكامل معداتها إلى الرياض، على خلفية تصريحات جورج قرداحي، واستنكر رئيس مجلس إدارة مجموعة "MBC" وليد بن إبراهيم آل إبراهيم كلام قرداحي واصفا إياه بأنه اتهامات مغرضة بحق السعودية والإمارات.
كما طالبت وزارة الخارجية البحرينية من السفير اللبناني في المنامة مغادرة المملكة خلال 48 ساعة، وقالت الخارجية في بيان إن قرارها يأتي على خلفية سلسلة التصريحات والمواقف المرفوضة والمسيئة التي صدرت عن مسؤولين لبنانيين في الآونة الأخيرة. واستنكرت الإمارات بشدة التصريحات التي أدلى بها وزير الإعلام اللبناني حول التحالف العربي الذي تقوده السعودية في اليمن، وأعربت الخارجية الإماراتية عن استنكارها واستهجانها الشديدين إزاء هذه التصريحات التي وصفتها بأنها مشينة ومتحيزة ومهاترات تتنافى مع الأعراف الدبلوماسية وتاريخ علاقات لبنان مع دول التحالف العربي في اليمن، وأساءت إلى دول تحالف دعم الشرعية في اليمن، مشددة على أن التصريحات تنم عن الابتعاد المتزايد للبنان عن أشقائه العرب.
وسلم سفير اليمن لدى بيروت عبد الله الدعيس أمين عام وزارة الخارجية اللبنانية هاني شميطلي رسالة احتجاج على التصريحات التي أدلى بها جورج قرداحي وأعربت الخارجية اليمنية في رسالة الاحتجاج عن استغرابها الشديد من هذه التصريحات التي تسيء للعلاقات اليمنية اللبنانية، وتتناسى جرائم الميليشيات الحوثية ضد الشعب اليمني وانقلابها على الحكومة الشرعية ومحاولاتها الاستيلاء على السلطة بالقوة المسلحة، واستمرار رفضها لكل دعوات السلام، في تحد واضح للقرارات الأممية كافة".
واستدعت وزارة الخارجية الكويتية سفيرها من لبنان وطلبت من القائم بالأعمال لديها مغادرة أراضيها خلال 48 ساعة، لافتة إلى أن قرارها حول لبنان جاء بسبب استمرار التصريحات السلبية من المسؤولين اللبنانيين، واستنادا للعلاقة التاريخية والروابط بين الكويت والسعودية، وأعربت الخارجية الكويتية عن استنكار ورفض دولة الكويت الشديد للتصريحات الإعلامية الصادرة عن وزير الإعلام اللبناني تجاه المملكة العربية السعودية ودولة الإمارات العربية المتحدة الشقيقتين.
أما على الجانب الرسمي اللبناني، فقد أصدرت وزارة الخارجية اللبنانية بيانا تقول فيه إن الكلام الشخصي الذي صدر عن وزير الإعلام جورج قرداحي قبل تعيينه وزيرا "لا يعكس موقف الحكومة اللبنانية الذي عبّر عنه رئيسها في البيان الصادر بالأمس، ولا بيانها الوزاري الذي يتمسك بروابط الأخوة مع الأشقاء العرب".وهو كلام مرفوض ولا يعبر عن موقف الحكومة إطلاقا، خاصة في ما يتعلق بالمسألة اليمنية وعلاقات لبنان مع أشقائه العرب وتحديداً الاشقاء في المملكة العربية السعودية وسائر دول مجلس التعاون الخليجي".
وكان جورج قرداحي عقد نشر عبر حسابه على تويتر سلسلة تغريدات رد فيها على الجدل الذي أثارته تصريحاته، واصفا إياه بـ (الحملة التي تقف خلفها جهات أصبحت معروفة) كما كتب وقال: «لم أقصد ولا بأي شكلٍ من الأشكال، الإساءة للمملكة العربية السعودية أو الإمارات اللتين أكنّ لقيادتيهما ولشعبيهما كل الحب والوفاء»، مضيفا أن ما قاله صدر عن قناعة ليس دفاعاً عن اليمن ولكن أيضاً محبةً بالسعودية والإمارات وضناً بمصالحهما.
وقد عقب جورج قرداحي بمؤتمر صحفي على الضجة المستمرة التي أثارتها تصريحاته حول الحرب في اليمن وقال: «أنا لم اخطئ في حق أحد. فلماذا اعتذر وأنا كنت واضحا في كلامي ولم اتهجم على أحد. وعندما سألوني عن مواقفي خلال المقابلة، قلت أنا ضد الحرب العبثية وضد أي حرب بين الاخوة العرب والحرب في اليمن أصبحت عبثية والكثير من الاخوان في الخليج يعتبرونها كذلك وأنا قلت موقفي بكل محبة وكإنسان يشعر بالمعاناة والهموم العربية. فهذه الحرب مكلفة ماديا واقتصاديا وبشريا ولم أقل انني مع الحوثيين أو مع السعوديين او ضدهم. فكلامي قلته بمحبة وليس بتحد او عدوانية».
وتابع قائلا: «اتهموني عند عودتي من دبي إلى لبنان بانني ات لقمع الاعلام واذا بهم اليوم هم يحاولون قمعي وقمع آرائي وإدانتي على رأي قلته قبل أن أعين وزيرا.. المقابلة حصلت في الخامس من آب مع شباب يديرون الحلقة، وهم يطرحون الاسئلة. تعاطيت معهم بروح الشباب وبالشفافية والموضوعية المطلوبة، لان هذا ما كانوا يتوقعونه مني اذ كانوا يعتبرون أن الضيف حر وصريح بآرائه حتى يعطوه الثقة او يحجبونها عنه»
وعن تصوير موقفه من السعودية كأنه موقف معاد قال قرداحي:«هذا الاتهام مرفوض وأنا لم أهاجم السعودية ابدا وان اختلفنا في السابق في الرأي حول موضوع سوريا. وكلفني هذا الأمر عملي في mbc ولكنني لم أشتم يوما السعودية» منتقدا بعض المواقع التي وصفته بانه ناكر للجميل وقال: «أنا لست ناكرا للجميل وكررت مرارا، بان الفضل في ما وصلت اليه هو لـ MBC».
وأوضح قرداحي في المؤتمر الصحفي إلى أن ما قاله في هذه المقابلة سواء بالنسبة لفلسطين أو سوريا أو لبنان والخليج أو بشأن كثير من الأمور كحرب اليمن من مواقف لا تلزم الحكومة بشيء قائلا «أنني لم كن وقتها وزيرا فهذه آرائي الشخصية. أما بعدما أصبحت وزيرا فانا ملتزم بالبيان الوزاري للحكومة وملتزم بسياسة هذه الحكومة برئاسة نجيب ميقاتي».

## وصلات خارجية
- موقع جورج قرداحي على الأنترنت